# Jednogodišnja smilica
Jednogodišnja smilica  (jednogodišnja krestuša; lat. Rostraria cristata, sin. Lophochloa cristata, Koeleria cristata), jednogodišnja raslinja iz porodice trava. Ime joj je došlo po tome što je nekada je bila uključivana uz mnoge druge i u rod smilica (Koeleria).
Raširena je od Makaronezije preko mediteranskih zemalja i Kavkaza sve do središnje Azije i zapadnih Himalaja.

## Galerija
- R. cristata